# مبرهنة مورلي

مثلث مورلي

في الهندسة الرياضية، تنص مبرهنة مورلي على أنه في أي مثلث، إن قاسمات الزوايا إلى ثلاث زوايا طبوقة تتقاطع في ثلاث نقاط مشكلة مثلث متساوي الأضلاع يسمى مثلث مورلي. 
تم اكتشاف هذه المبرهنة في عام 1899 من قبل الرياضياتي الأمريكي فرانك مورلي.
تأخذ المبرهنة اهتماماً خاصة لعدم وجود طريقة في الهندسة الإقليدية لإنشاء قاسم ثلاثي لزاوية (تثليث زاوية)، وبالتالي عدم وجود طريقة لإنشاء مثلث مورلي المتساوي الأضلاع.